# Porto do Mangue
Porto do Mangue là một đô thị thuộc bang Rio Grande do Norte, Brasil. Đô thị này có diện tích 318,636 km², dân số năm 2007 là 4909 người, mật độ 15,4 người/km².